# Île de Gargalo
L'Île de Gargalo est une île faisant partie de la réserve naturelle de Scandola.
Son sommet est dominé par une ancienne tour génoise. Le phare est situé sur son extrémité ouest.
Elle est connue sous les noms de  Gargalo, Gargalu ou Gargali (suivant les cartes).

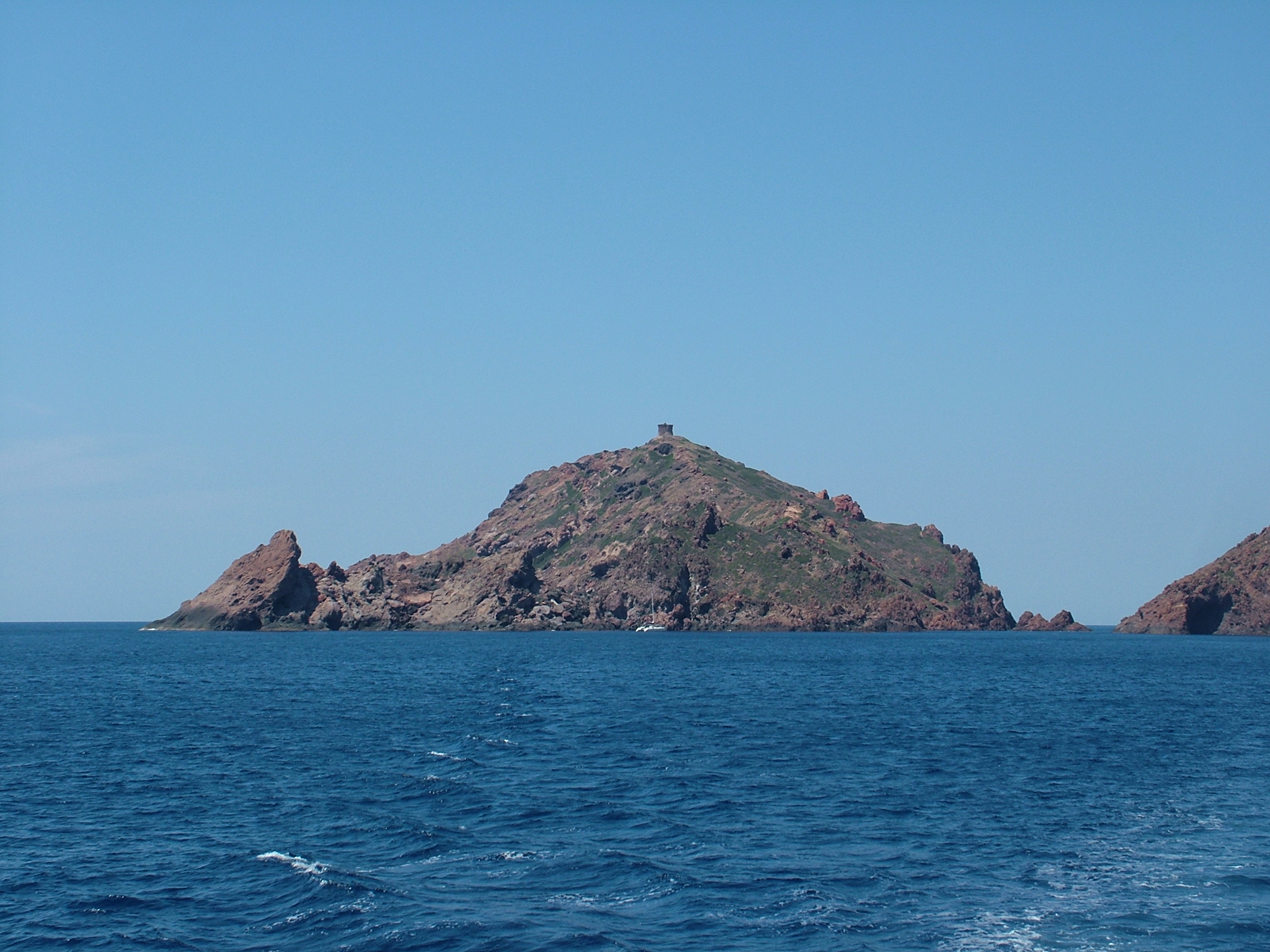
Vue du Sud de l'île
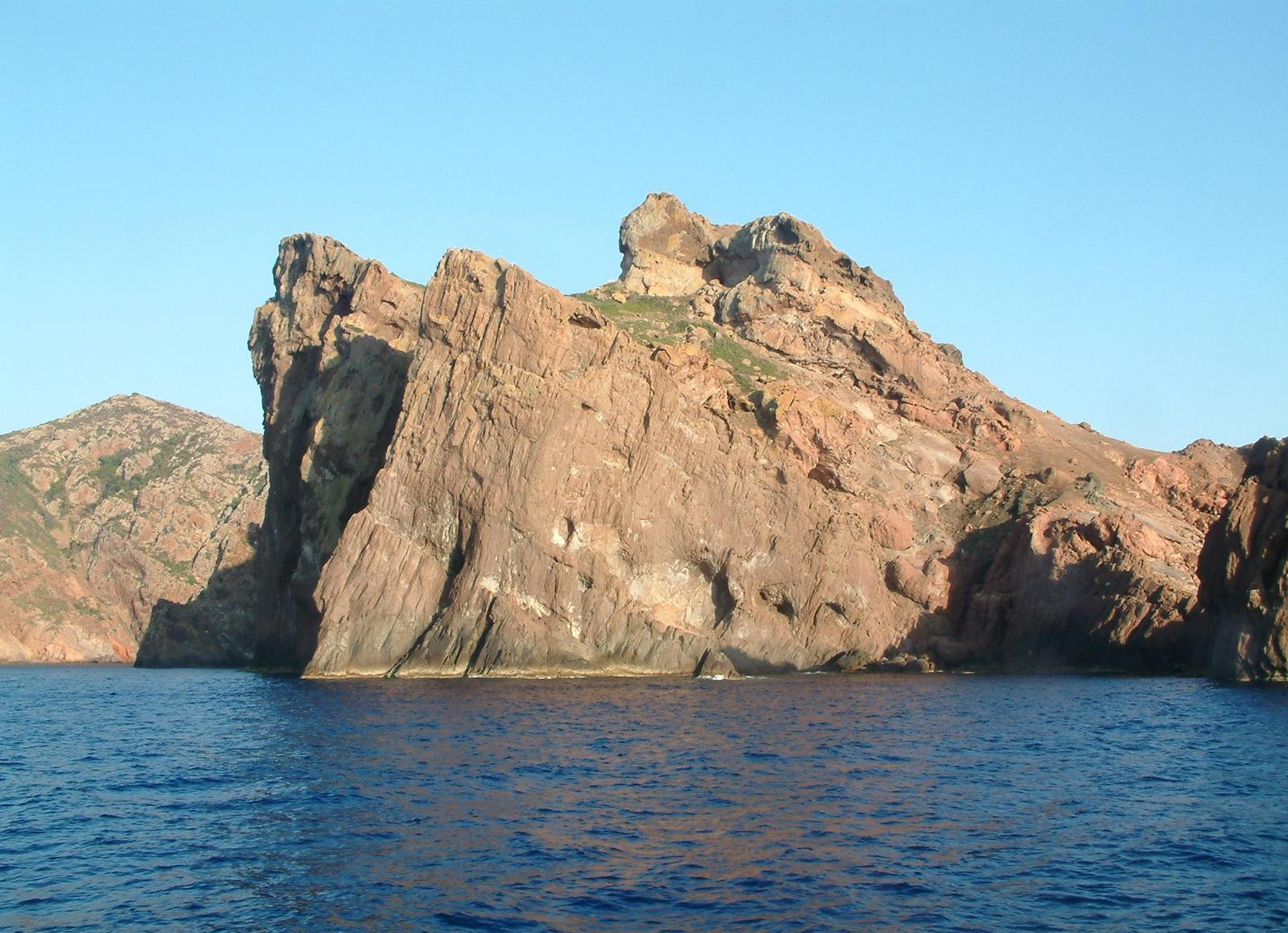
Vue du nord de l'île